# Cadernos d'Obra
A Cadernos d'Obra é uma revista científica internacional da construção e é editada e publicada pelo grupo GEQUALTEC, da Faculdade de Engenharia da Universidade do Porto.
Esta publicação cruza conhecimentos das várias disciplinas no campo da investigação da Construção. Em cada edição, é seleccionada uma obra de referência que serve de motivação a um conjunto de artigos escritos por especialistas (académicos e profissionais, nacionais e estrangeiros) e a uma entrevista com o autor do projecto de arquitectura.
A revista tem periodicidade anual.

## Edições

### #1 Janeiro 2009
Edifício Burgo: o projecto, a obra, as tecnologias 
Entrevista ao Arq. Eduardo Souto de Moura 
Artigos da autoria de:
- Arq. Nuno Grande
- Eng. Rui Furtado
- Prof. José Amorim Faria
- Prof. Miguel Gonçalves
- Arq. Manuel Graça Dias
- Prof. Hipólito Sousa e Eng. Rui Sousa
- Prof. Fernando Brandão Alves
- Eng. Leonel Cunha e Silva
- Prof. Alfredo Soeiro

A revista foi apresentada publicamente numa palestra realizada no Edifício Burgo a 23 de Janeiro  e num segundo momento, na Feira do Livro do Porto .
A tiragem desta edição foi de 1000 exemplares.

### #2 Março 2010
Fundação Iberê Camargo: o projecto, a obra, as tecnologias. 
Entrevista ao Arq. Álvaro Siza Vieira.
Artigos da autoria de:
- Arq. Kenneth Frampton
- Arq. Rafael Moneo
- Arq. Alexandre Alves Costa
- Arq. Flávio Kiefer [8]
- Prof. Vasco Freitas
- Engª Ângela Nunes
- Prof. Raimundo Mendes da  Silva
- Prof. Silva Afonso
- Engº Raul Serafim
- Eng. Raul Bessa
- Eng. José Luís  Canal

A revista foi apresentada publicamente numa palestra na Faculdade de Arquitectura da Universidade do Porto a 26 de Março de 2010 e numa segunda sessão na Livraria A+A em Lisboa, a 21 de Junho de 2010 .
A tiragem desta edição foi de 1500 exemplares.

### #3 Maio 2011
Extensão da Faculdade de Ciências da Columbia University em Nova Iorque: o projecto, a obra, as tecnologias. Entrevista ao Arq. Rafael Moneo. 
Artigos da autoria de:
- Joan Ockman
- Luis M. Mansilla e Emilio Tuñón
- Dan Brodkin e Joshua Yacknowitz
- Miguel Aguiló
- Diogo Mateus, Andreia Pereira e Vítor Abrantes
- Luis Fernández-Galiano
- Manolo Blasco
- Jeffrey M. Brock
- Rui Calejo
- William Paxson

A revista foi apresentada publicamente numa palestra na Faculdade de Arquitectura da Universidade do Porto a 19 de Maio de 2011.
A tiragem desta edição foi de 1000 exemplares.
== Ficha Técnica (abreviada) 

### Editor
GEQUALTEC

### Director
- Vítor Abrantes

### Directores Adjuntos
- Bárbara Rangel [Coordenadora Editorial]
- José Amorim Faria [Coordenador Editorial Adjunto]
- João Pedro Poças Martins [Coordenador Editorial Adjunto]

### Comissão Científica
- Alexandre Alves Costa (FAUP)
- Álvaro Siza Vieira
- Aníbal Costa (U. Aveiro)
- António Fratari (U. Trento, Itália)
- António Tadeu (FCTUC)
- Eduardo Souto Moura
- Fernando Branco (IST)
- Fernando Pinheiro (FAUTL)
- Flávio Kiefer (PUCRS e ULBRA, Brasil)
- Jorge Brito (IST)
- José António Mendes da Silva (FCTUC)
- José Luis Canal (F. Arquitectura, UFRGS Brasil)
- José Manuel Pozo (ETS de Arquitectura da U. Navarra, Pamplona, Espanha)
- Keith Chapman (U. Coventry, Reino Unido)
- Kenneth Frampton (GSArc Planning and Preservation, Columbia University, EUA)
- Luis Villegas (U. Santander, Espanha)
- Manuel Graça Dias ( U Autónoma Lisboa, Portugal)
- Paulo Lourenço (U. Minho)
- Oktay Ural (FIU, EUA)
- Rafael Moneo
- Satyaki Sarkar (Birla I.T. Índia)
- Vasco Freitas (FEUP)
- Vasconcelos Paiva (LNEC)
- Vladimir Brezar (U. Ljubljana, Eslovénia)

## Sebentas d'Obra
No âmbito do projecto Caderno d'Obras, foi criado um segundo projecto de nome Sebentas d'Obra. As Sebentas d'Obra são publicações de menor dimensão, com artigos técnicos mais curtos. Tal como os Cadernos d'Obra, também estas revistas são apresentadas publicamente .

## Prémios e outros destaques
Em Maio de 2012 o projecto editorial CdO recebeu o prémio da 8ª Bienal Iberoamericana de Arquitectura e Urbanismo na categoria "Publicações Periódicas" entre 230 candidatas.